# Ingo Günther (Künstler)
Ingo Günther (* 1957 in Bad Eilsen) ist ein deutscher Medienkünstler. Er lebt und arbeitet in New York.

## Leben
1977 begann Ingo Günther ein Studium der Ethnologie und Kulturanthropologie an der Universität Frankfurt am Main, 1978 bis 1983 studierte er an der Staatlichen Akademie Düsseldorf und wurde 1982 Meisterschüler von Nam June Paik. 1983 erhielt er das PS1 Stipendium der Kunstakademie. Nach kurzen Lehrtätigkeiten an der Hochschule für Bildende Künste Braunschweig im Jahre 1985 und in Münster von 1986/87 sowie am San Francisco Art Institute im Jahre 1987 arbeitete er vorwiegend in den USA und gründete dort 1987 die World Space Corporation. 1989 gründete er den unabhängigen TV-Sender Kanal X in Leipzig, der im April 1990 den Sendebetrieb aufnahm. Von 1990 bis 1994 war er Professor an der Kunsthochschule für Medien Köln, 2001 bis 2003 Professor an der Zürcher Hochschule der Künste und 2006/07 Professor an der Tōkyō Geijutsu Daigaku (東京藝術大学, Hochschule der Künste Tokio). 2016 übernahm er eine Projektprofessur an der HFG Karlsruhe.
Einen Kunstpreis Glockengasse (Köln) und den Preis des Kulturkreises des Bundes der Deutschen Industrie bekam er 1988. 1990 erhielt er den Förderpreis des Landes Nordrhein-Westfalen für junge Künstlerinnen und Künstler. Es folgten 1997 der Preis der Stankowski-Stiftung und der ZKM/Siemens Medienkunstpreis. Den Preis des Sprengel Museums Hannover erhielt er 2003.

## Ausstellungen
- Nationalgalerie Berlin, 1983 und 1985
- Biennale Venedig, 1984
- documenta 8, Kassel, 1987
- P3 Art and Environment, Tokio, 1990, 1992, 1996 und 1997
- Ars Electronica, Linz, 1991
- Kunst- und Ausstellungshalle der Bundesrepublik Deutschland 1992
- Centro Cultural de Belem, Lissabon, 1995
- Hiroshima City Museum of Contemporary Art, 1995
- Guggenheim Museum, New York, 1996
- Kunsthalle Düsseldorf, 1998
- Museum Weserburg, Bremen, 1999 und Kunstsammlung Jena, Jena, 2006
- [Taipei Biennial], 2018[2]
- Art Macao Biennale, 2021
- Pochen Biennale, 2022.[3]

## Belege
1. ↑  Refugee Republic - Ingo Günther übernimmt Projektprofessur an der HfG Karlsruhe. Abgerufen am 4. Januar 2024 (deutsch).
2. ↑  Taipei Biennial 2018, auf taipeibiennial.org
3. ↑  Pochen Symposium 5 - 8 10 2023, auf pochen.eu

| Personendaten    | Personendaten            |
| ---------------- | ------------------------ |
| NAME             | Günther, Ingo            |
| ALTERNATIVNAMEN  | Gunther, Ingo            |
| KURZBESCHREIBUNG | deutscher Medienkünstler |
| GEBURTSDATUM     | 1957                     |
| GEBURTSORT       | Bad Eilsen               |